# Anthopleura artemisia
Anthopleura artemisia is een zeeanemonensoort uit de familie Actiniidae.
Anthopleura artemisia is voor het eerst wetenschappelijk beschreven door Pickering in Dana in 1846.